# Šima Majić
Šima Majić (Imotski, 1992.) je hrvatska pjesnikinja iz Bosne i Hercegovine.

## Životopis
Rođena je u Imotskom 1992. godine.Studirala je hrvatski jezik i književnost na Filozofskom fakultetu Sveučilišta u Mostaru. Svoja djela je obljavljiva u Motrištima i Osvitu. Prema njenim riječima, na njen su rad utjecala djela Virginije Woolf, Tee Pulić, Davida Albaharija, Paula Celana, Danijela Dragojevića itd.
Živi i radi u Tomislavgradu.

## Nagrade i priznanja
- nagrada Zdravko Pucak (za zbirku stihova Potkožni sjever) 2013., koju dodjeljuje karlovački ogranak Matice hrvatske
- nagrada Anka Topić iz Viteza (za zbirku stihova Potkožni sjever)